# August Grisebach (Kunsthistoriker)

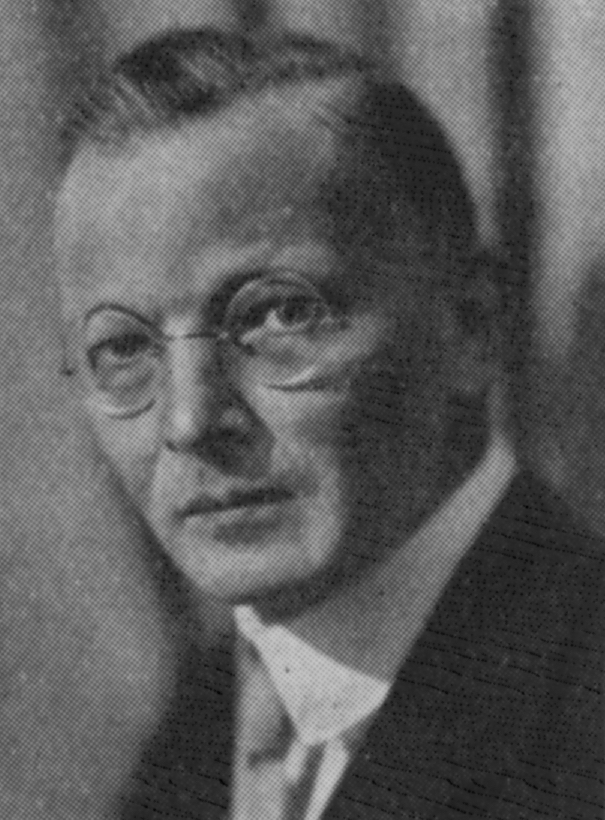
August Grisebach

August Grisebach (* 4. April 1881 in Berlin; † 24. März 1950 in Heidelberg) war ein deutscher Kunsthistoriker.

## Leben

Entlassungsurkunde von 1937

August Grisebach war ein Sohn des Architekten Hans Grisebach und ein Enkel des Botanikers August Grisebach. Sein Sohn Hans Grisebach war Biochemiker und Hochschulprofessor, seine Tochter Manon Andreas-Grisebach ist Literaturwissenschaftlerin und ehemalige Politikerin bei den Grünen. Die Tochter Eveline aus erster Ehe (1922–2001), eine Ärztin, war seit 1951 mit dem Zoologen Erich von Holst verheiratet.

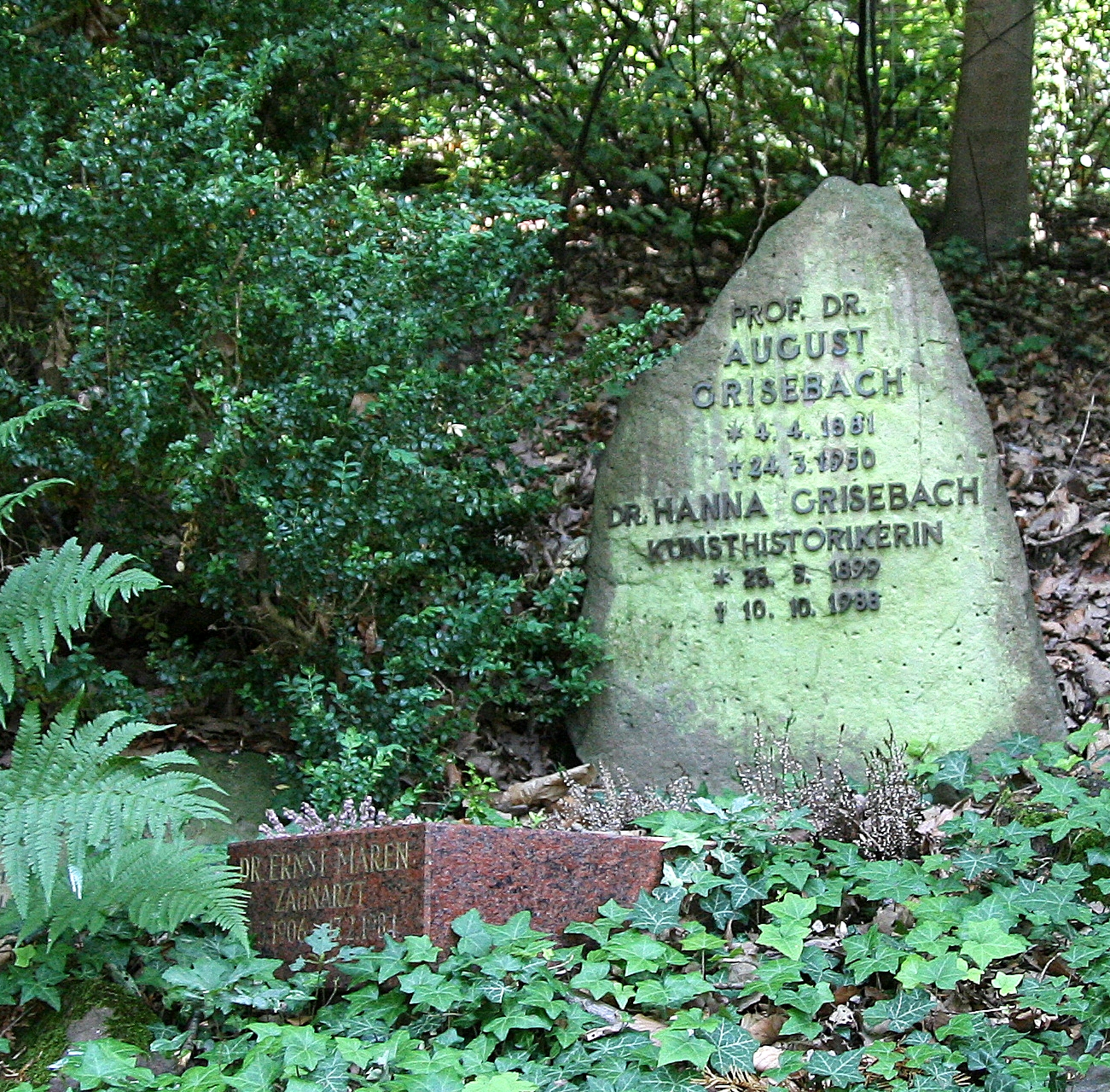
Grabstätte von August und Hanna Grisebach auf dem Heidelberger Bergfriedhof in der Waldabteilung Abt. WB

Grisebach studierte ab 1901 an der Friedrich-Wilhelms-Universität in Berlin bei Adolph Goldschmidt und vor allem bei Heinrich Wölfflin Kunstgeschichte. Im Jahr 1906 wurde er bei Wölfflin mit einer Dissertationsschrift über „Das deutsche Rathaus der Renaissance“ promoviert. 1910 erfolgte seine Habilitation über „Der Garten“ in Karlsruhe. Während des Ersten Weltkrieges war er in Brüssel Schreibkraft.
Im Jahr 1919 erhielt er seine erste Professur in Hannover, und von 1920 bis 1930 war er Ordinarius für Kunstgeschichte an der Universität Breslau. 1929 und 1930 hielt er sich als wissenschaftlicher Gast an der Bibliotheca Hertziana in Rom auf. Im Jahr 1930 wurde er auf den Kunsthistorischen Lehrstuhl der Universität Heidelberg berufen. Nach der Machtergreifung der Nationalsozialisten 1933 wurde er behördlich verfolgt; Versuche, ihn auf Grund des Berufsbeamtengesetzes zu entlassen, scheiterten zunächst. 1937 erfolgte seine Entlassung als „jüdisch versippter“ wegen seiner jüdischen Ehefrau Hanna. Er verließ Heidelberg und verbrachte die Jahre zwischen 1937 und 1946 in Timmendorfer Strand an der Ostsee und in Potsdam im „inneren Exil“. Bei einem Treffen von Künstlern in der Wohnung des Malers Otto Nagel in Rehbrücke bei Potsdam am 10. Juli 1945 wurde Grisebach zum Vorsitzenden des Kulturbundes zur demokratischen Erneuerung Deutschlands in der Provinz Brandenburg gewählt. 1946 kehrte er nach Heidelberg zurück und wurde 1947, nach langen bürokratischen Hindernissen, rehabilitiert, seine Entlassung wurde rückwirkend in eine Emeritierung mit den Rechten und Pflichten eines aktiven Ordinarius umgewandelt. 1947 wurde er auch als ordentliches Mitglied in die Heidelberger Akademie der Wissenschaften aufgenommen.
Grisebach starb 1950 und wurde auf dem Heidelberger Bergfriedhof beigesetzt. Das Aschengrab liegt über einem Brunnen abgeschieden am nördlichen Hang. Ein kleiner Granitfindling aus rotem Sandstein trägt Namen und Lebensdaten Grisebachs und seiner Frau Hanna.

## Rezeption
Grisebach gehörte nicht zu jenen „Altmeistern der Kunstgeschichte“, welche ihr Fach so nachhaltig geprägt haben, dass sie selbst zum Forschungsgegenstand aufrückten. Seine Bedeutung hatte er als Lehrer und Vermittler, ob als Autor viel gelesener Bücher, Broschüren und Zeitungsartikel, als Festredner und Vortragender im Rundfunk oder aber – und vor allem – als Universitätsdozent und Lehrer seiner Schüler. Einer von ihnen, der deutsch-amerikanische Schriftsteller und Publizist Hans Sahl, der in den frühen zwanziger Jahren von Grisebach in Breslau promoviert wurde, schrieb nach dem Tod seines Lehrers:
Durch ihn habe ich jenen Respekt für das Geistige und Noble in der Kunst kennengelernt, der mich seitdem nicht mehr verlassen hat. Er war der Aristokrat unter den Kunsthistorikern, und wer mit ihm in Berührung kam, veredelte sich, wurde ein besserer Mensch. Er stellte sich nicht vor das Kunstwerk; er ließ es selbst sprechen, aus seinen eigenen Gesetzen heraus machte er es uns verständlich. Er war wahr und aufrichtig und gütig – und dabei doch nicht weich oder nachgiebig, sondern stark und streng in seinen Anschauungen, und von reinster Gesinnung. Er gehörte zum Besten, was der deutsche Geist hervorgebracht hat, und wenn ich in all den Jahren des Grauens an Deutschland dachte und einen Trost suchte, so habe ich an ihn gedacht.(Maurer 2007, S. 10f.)
August Grisebachs gehört neben Kurt Gerstenberg zu den Begründern der systematischen deutschen Kunstgeographie. Sein Forschungsgebiet wurde im Zweiten Weltkrieg entweder zerstört oder rückte als dessen Folge aus dem geographischen Blickwinkel: Die alte deutsche Stadt, das deutsche Rathaus, die Städte Danzig und Breslau, die Kunstlandschaft Schlesiens, die Kunst Karl Friedrich Schinkels. 1949 erschien Grisebachs letztes großes Werk. Auch wenn der Titel „Die Kunst der deutschen Stämme und Landschaften“ kurz nach dem Krieg noch keineswegs auf Unbehagen stieß, so wurde die Thematik doch bald von den Diskursen der fünfziger und sechziger Jahre verdrängt. Dass Grisebachs Begrifflichkeit zunehmend missverständlich wurde, ist insofern tragisch, als auch eine kritische Lektüre seiner Schriften selbst dort nichts Verfängliches entdecken kann, wo es dem Thema und der Entstehungszeit nach nicht gerade ferngelegen hätte. Dass Grisebach vor und in den Jahren des Zweiten Weltkriegs (also in den Jahren der eigenen Verbannung) an der Kunst der deutschen Stämme und Landschaften arbeitete, zeigt eine fehlende formale Abgrenzung zur Zeitgeschichte: Wenn Grisebach von „Volksstamm“, „Heimat“ oder „Geblüt“ sprach, tat er dies in einem Sinn, der von den Inhalten, welche die Nationalsozialisten diesen Begriffen gaben, nicht weiter hätte entfernt sein können. Es ging Grisebach gerade nicht um das Deutschtum als einem homogenen, gegen die Nachbarn stehenden Block, sondern um kulturelle Landschaften, deren entscheidender Wert er in den historisch gewachsenen regionalen Eigenheiten sah. (Maurer 2007, S. 11 f.)
„Hebt aber eine Zeit an“, so Grisebach in seinem Vorwort, „die den Wert der Tradition überhaupt in Frage stellt, dann hat freilich auch die aus Stamm und Landschaft hervorwachsende Kunst ihren Wurzelboden verloren.“ (Grisebach 1949, S. 18) Diese Zeit hatte längst begonnen, und Grisebachs Kunst der deutschen Stämme und Landschaften musste wie der Epilog zu einer gründlich vergangenen Zeit wirken. Dabei war Grisebach – sehr im Gegensatz zu manchem seiner berühmteren Kollegen – nie ein Anwalt der tempi passati. Wenn auch kein Verkünder der Moderne, war er doch Historiker genug, um der Gegenwart die ihr eigenen Formen nicht nur zuzugestehen, sondern die Schaffung solcher von ihr auch abzufordern. Die Überzeugung aber, dass diese Erneuerungsarbeit ihren Anspruch auf Nachfolge nur behaupten kann, wenn sie aus dem Kontinuum des Geschichtlichen heraus wirksam ist, war eine der Nachkriegszeit vielleicht etwas zu anstrengende Position.

## August-Grisebach-Preis
Am 15. Oktober 2007 vergab das Institut für Europäische Kunstgeschichte der Universität Heidelberg (Grisebachs ehemaliges Institut) erstmals den seither jährlich ausgelobten August-Grisebach-Preis für eine herausragende Promotion. Der mit 1000 Euro dotierte Preis wurde bis 2020 vom Verleger Franz Philipp Rutzen gestiftet. Seit 2021 wird er von der Manfred-Lautenschläger-Stiftung gGmbH gestiftet.

## Publikationen
- Das deutsche Rathaus der Renaissance. Berlin 1907 (Dissertation, Universität Berlin, 1906).
- Danzig (= Stätten der Kultur. Bd. 6). Mit Zeichnungen von Paul Renner. Leipzig 1908; Nachdruck: Augsburg 1999.
- Der Garten: Eine Geschichte seiner künstlerischen Gestaltung. Klinkhardt & Biermann, Leipzig 1910, doi:10.5962/bhl.title.18989 (Habilitationsschrift, TH Karlsruhe, 1910).
- Die Baukunst im 19. und 20. Jahrhundert. Heft 1 (= Handbuch der Kunstwissenschaft. Lieferung 59). Berlin 1915.
- Deutsche Baukunst im XVII. Jahrhundert (= Bibliothek der Kunstgeschichte. Bd. 14). E. A. Seemann, Leipzig 1921.
- Karl Friedrich Schinkel. Leipzig 1924; Neuauflage: Karl Friedrich Schinkel: Architekt, Städtebauer, Maler. München/Zürich 1981.
- Die alte deutsche Stadt und ihre Stammeseigenart. Berlin 1930.
- Römische Porträtbüsten der Gegenreformation (= Römische Forschungen der Bibliotheca Hertziana. Bd. 13). Leipzig 1936.
- Die Kunst der deutschen Stämme und Landschaften. Wien 1946.